# Beast Machines
Beast Machines: Transformers es una serie animada, secuela directa de Beast Wars. Hasbro decide continuar con el éxito de la anterior serie con una nueva línea de figuras, acompañadas de una nueva serie de televisión en 3D también realizada por Mainframe Entertainment, la cual cualitativamente, gráficamente hablando, es mejor que la anterior. En Japón fue conocida como Beast Wars Returns.

## Historia
Tras regresar a Cybertron, Optimus Primal, Cheetor, Blackarachnia y Rattrap se ven perseguidos por una nueva raza de Transformers: los Vehicons, transformers sin mente que los cazan sin cesar en un Cybertron devastado y sin habitantes. Además, se descubren infectados por un virus que destruyó su memoria, los devolvió a su modo bestia básico y destruye progresivamente sus sistemas.
Obligados a ocultarse bajo tierra, llegan hasta el oráculo, entrada a la Matriz, la cual para curarlos del virus produce en ellos una extraña alteración de sus cuerpos mitad bestia, mitad robots. A diferencia de sus antiguos cuerpos estos no reacomodan sus componentes para adoptar una forma que emule un ser vivo o una máquina, sino que simultáneamente son máquinas y organismos vivos a nivel celular, esta nueva forma de vida se conoce como Tecnorgánica.
A medida que descubren las ventajas de sus nuevos poderes de metamorfosis, los Maximals empiezan a pelear para liberar su planeta del yugo de Megatron, nuevo regente del planeta que ha decidido imponer un régimen distópico en el que no se acepta la vida orgánica ni la individualidad o la autoconsciencia.

## Personajes

### Maximals
- Optimus Primal/Optimus Primitivo (Alfonso Ramírez)

Optimus se encuentra de nuevo en Cybertron, sin memoria del pasado, incapaz de transformarse y perseguido por Transformers tanque con un único objetivo: destruirle. Guía a sus compañeros Maximals hasta el súper ordenador Oráculo, el cual los reforma en tecno-orgánicos. Su meta ahora es buscar el equilibrio en Cybertron entre lo orgánico y lo mecánico. Al principio de la serie aparece en modo bestia de la primera temporada, es decir, un gorila orgánico, luego siendo reformado en un gorila tecno-orgánico. En un episodio se revela que cuando llegaron a Cybertron todavía tenía su modo transmetal 2, sin embargo la infección del virus lo involucionó a su primera condición.
- Cheetor (Víctor Covarrubias)

Segundo al mando del grupo. Ha madurado más y ha dirigido a sus compañeros en más de alguna ocasión en ausencia de Primal. Al principio esta en modo bestia de la primera temporada, un guepardo, cuando es reformado es convertido en un guepardo tecno-orgánico. No posee armas de fuego en su nuevo cuerpo, por lo que combina dos espadas con su agilidad y velocidad naturales a la hora de pelear. En las ocasiones que Optimus se obsesiona con su misión y llega a ponerlo en riesgo o es herido Cheetor lo releva del mando; tras el enfrentamiento final entre Optimus y Megatrón, lo sucede definitivamente como líder.
- Rattrap (Daniel Abundis)

Un gran guerrero durante la Guerra de las Bestias. Al principio vuelve a su modo bestia original, una rata simple, para transformarse tuvo ciertos problemas ya que en su nuevo modo la transformación requiere cierto estado mental que tenía dificultades en alcanzar, aunque después logró estar en su modo robot pero es de tamaño pequeño y con ruedas en vez de piernas, sigue siendo hábil para la infiltración y sabotaje, pero su nuevo cuerpo carece de armas, por lo que la mayoría de sus aportes son técnicos y de inteligencia.
- Blackarachnia (Olga Hnidey)

La viuda negra regresa. Por todos los medios quiere que su amor, Silverbolt, regrese. Al principio esta en modo bestia de la primera temporada, un viuda negra, cuando es reformada es convertida en una araña tecno-orgánica. Su personalidad se ha vuelto más amable y menos frívola que en la serie anterior. Posee la capacidad de generar redes de energía para atacar. Es quien logra recuperar a Silverbolt y le otorga un cuerpo tecno-orgánico.
- Nightscream (Enrique Mederos)

Único superviviente conocido del virus anti-conversión de Megatron que diezmó el planeta. Es encontrado con la forma de murciélago escondido en una cueva alimentándose de un árbol de frutas, lo que revela a los maximales que alguna vez Cybertron fue un mundo orgánico. Obtuvo su modo bestia ya que la nueva generación de transformers lleva integrado un sistema de sondeo y asimilación genética, por lo que tras el holocausto producido por Megatrón pudo extraer ADN de un esqueleto fósil. Es transformado a tecno-orgánico por Optimus Primal después de que su fuente de comida es destruida, uniéndose así al equipo. Posee el poder de enviar ataques sónicos y lanza un arpón de su boca que absorbe el energón de forma similar a la que un murciélago absorbe la sangre. Su personalidad es algo impulsiva, rebelde e inmadura ya que es un modelo joven, por lo que actúa como solía hacerlo Cheetor en la saga anterior.
- Noble/Salvaje (José Gilberto Vilchis)

El subproducto de la purga orgánica de Megatron a su propio cuerpo. Único en su especie, un Transformer 100% orgánico, pasa de una forma bestia de lobo bípedo a un dragón. Se unió al equipo al ser encontrado por Nigthscream, pero finalmente se demostraría que tras el experiemento de purga la chispa de Megatrón había quedado en este cuerpo y los estaba engañando para volver a su cuerpo inorgánico. Tras recuperar Megatrón su chispa, este cuerpo se vuelve un animal salvaje sin mente, pero se sacrifica protegiendo a Nightscream, a quien viera como un verdadero amigo. 
- Silverbolt

Es la reformación de Jetstorm, vuelve a ser Maximal con la ayuda de Blackarachnia. En un episodio se revela que cuando llegaron a Cybertron todavía era un Maximal pero fue atrapado por el ejército de Megatron sacando su chispa e implantándola, con un personalidad maligna, a Jetstorm cuando se hizo evidente que se necesitaban guerreros con inteligencia para destruir a los maximales. Cuando vuelve a ser un Maximal se convierte en un cóndor tecno-orgánico. Los días de caballero honorable quedan atrás gracias al resentimiento contra Megatrón por utilizarlo, con una personalidad taciturna y solitaria, solo busca vengarse por lo que ignora a su equipo y especialmente a Blackarachnia. 
- Botánica

Ya avanzada la guerra contra Megatron regresa de una misión en un planeta donde la que la vida dominante es vegetal, por lo que su transformación es un modo planta y no bestia. Tras ser purgada del virus por Optimus y convertirse a Tecno-orgánico. Se une al equipo contra Megatron. Desde un comienzo demuestra una recíproca antipatía por Rattrap, por lo que es común que discutan y se insulten, sin embargo a medida que pasa el tiempo es evidente que esta actitud es por amor no asumido, tras la batalla final inician una relación para sorpresa del resto del grupo.

### Vehicons
- Megatron (Armando Rendiz)

Gobernante de Cybertron y amo de las hordas Vehicons. Al abandonar el planeta Tierra fue encadenado al fuselaje de la nave maximal, pero logró escapar en medio del viaje y llegar a Cybertron antes, desarrollando y liberando un virus que destruyó los cuerpos de los habitantes y permitió que robara todas sus chispas. Su meta es eliminar todo lo orgánico e inteligente en Cybertron, incluido a Optimus Primal y su grupo de guerreros Maximals. Originalmente estaba atrapado en su forma de dragón transmetálico, la que lo posee en momentos de furia. Posteriormente logra purgar su cuerpo dividiéndolo en dos: uno orgánico y otro tecnológico, pero queda atrapado en el erróneo y, al lograr liberarse, se transforma en una gigantesca fortaleza flotante; luego, temporalmente, su chispa se hospeda en el cuerpo de un autómata al ser derribado. Finalmente replica el cuerpo transmetálico con que saliera Optimus de la Tierra.
- Tankor/Rhinox

General de los tanques robots. Originalmente un Vehicon ordinario, pero al ser necesario soldados con inteligencia para enfrentar a los maximales se le otorgó una chispa. Tras un enfrentamiento contra Optimus se descubre que su chispa perteneció a Rhinox que ahora, resentido contra Optimus y la vida orgánica, se ha vuelto su enemigo. Oculta su inteligencia a los ojos de Megatron y planea gobernar Cybertron tras derrocarlo. Cegado por el odio, intenta destruir tanto a Vehicons como a los Maximales. Tras llevar a cabo una estrategia en la que se daba por muerto intentó usar la llave de Vector Zigma para manipular a Megatron, pero este nunca había perdido el control de la situación y todo desencadena en una batalla en la que Tankor es destruido y Optimus casi muere intentando detener la destrucción causada, es en este momento que la chispa de Rhinox se presenta y pide perdón a Optimus por su soberbia y da ánimos para que siga protegiendo Cybertron.
- Jetstorm/lobo plateado

General de las fuerzas aerobots de Megatron, un vehicon con chispa el cual odia y persigue a los maximales para entregarlo a Megatron, entre los tres generales es una suerte de líder o portavoz por lo que Thrust y Tankor suelen seguir sus ideas y planes. En un capítulo es bañado accidentalmente por Blackarachnia con líquido orgánico y se revela que es Lobo Plateado el gran amor de Blackarachnia. De personalidad fuerte y malévola pretende a toda costa acabar con los maximales y lo orgánico de Cybertron. Tras la primera derrota de Megatron, Thrust decide desentenderse de la guerra contra los maximales pero manteniendo el odio hacia ellos. Finalmente Blackarachnia lo embosca y logra restaurar su memoria original tras convertirlo en un tecno-orgánico.
- Thrust/Waspinator

Otro general de las fuerzas motorobóticas de Megatron, al el también se le otorga una chispa, en un capítulo se revela que la chispa es de Avispaneitor que regresó a Cybertron al darse cuenta de que extraña mucho su lugar de origen (y tras ser derrocado por lo protohumanos, de quienes se había proclamado líder), en un principio Blackarachnia creyó que era Lobo Plateado ya que instintivamente la protegió en más de una ocasión, pero tras derramar sobre él líquido orgánico dio cuenta quien era. Su personalidad es fuerte y agresiva, también pretende que lo orgánico y los maximales desaparezcan. A diferencia de su vida anterior como Predacon, ahora como Vehicon es inteligente y muy peligroso como enemigo.
- Striker/Strika

Su chispa fue removida por Megatron, sólo para luego colocarla dentro de un cuerpo Vehicon. Se unió a las filas de los generales Vehicon, tomando el lugar de Tankor como comandante de los drones de artillería pesada; según explican junto a su compañera, a pesar de ser nobles guerreros se unen a Megatron ya que su lealtad es hacia Cybertron y ahora que el predacon lo gobierna su deber es ponerse a su servicio. Apareció por primera vez en el episodio "Sparkwar Parte 1", donde de inmediato tuvo un impacto. Fingiendo ser débil, atrajo a los Maximals a una trampa, cortando cada una de sus vías de escape con un número incontable de Vehicon Drones.
- Obsidian/Obsidiana

Obsidian es un legendario general Cybertroniana que marcó innumerables victorias junto a su consorte Strika. De acuerdo con los Maximals en el episodio "Sparkwar", peleó mil guerras y las ganó todas. Los dos fueron capturados por Megatron, junto con toda la población de Cybertron, quienes finalmente pusieron sus chispas en cuerpos Vehicon. Obsidian se convirtió en un helicóptero, por lo cual conduce a las fuerzas aéreas en el lugar del caído Jetstorm.

## Serie de Televisión
La serie constó de 2 temporadas de 13 capítulos cada una.
| - 1 “La reforma” - 2 “El amo y señor” - 3 “Fuegos del pasado” - 4 “Persecuciones mercenarias” - 5 “El fruto prohibido” - 6 “El componente débil” - 7 “Revelaciones, primera parte: descubrimiento” - 8 “Revelaciones, segunda parte: ascendencia” - 9 “Revelaciones, tercera parte: apocalipsis” - 10 “Sobreviviente” - 11 “Guerra tecno-orgánica, parte uno: la llave” - 12 “Guerra tecno-orgánica, parte dos: el catalizador” - 13 “Guerra tecno-orgánica, parte tres: el final de la línea” | - 14 “Lluvia radiactiva” - 15 “El buen salvaje” - 16 “Prometeo liberado” - 17 “El caballero en la oscuridad” - 18 “Un lobo en el redil” - 19 “Su tierra natal” - 20 “Guerra de chispas parte 1: el ataque” - 21 “Guerra de chispas parte 2: la búsqueda” - 22 “Guerra de chispas parte 3: el asedio” - 23 “Chispa de oscuridad” - 24 “Juego final parte 1: la espiral descendente” - 25 “Juego final parte 2: cuando las leyendas caen” - 26 “Juego final parte 3: las semillas del futuro” |

## Línea de Juguetes
Hasbro expandió la línea de juguetes más allá de los personajes aparecidos en la serie, al igual que hizo durante Beast Wars, aunque algunos de ellos hicieron muy breves apariciones en los cómics de Transformers Universe. Así nos podemos encontrar:

## 2000
| - Basic - Buzzsaw - Longhorn - Geckobot - Quickstrike - Night Viper - Silverbolt - Deployers - Dillo - Mol - Rav - Deluxe - Optimus Primal - Blackarachnia - Snarl - Skydive - Beast Riders - Che - Deluxe Dinobots - Airraptor - Striker - Triceradon - Dinotron - Mega - Cheetor - Ultra - Night Scream - Ultra Dinobots - T-Wrecks - Magmatron (exclusivo de Target) - Súper - Primal Prime - Supreme - Cheetor | - Basic - Scavenger - Mirage - Obsidian - Deluxe - Jetstorm - Thrust - Blastcharge - Beast Rider - - Mechatron - Mega - Megatron - Tankor - Ultra - Jetstorm |

## 2001
| - Basic - Hammerstrike - Battle Unicorn - Deployers (repintados) - Dillo - Mol - Rav - Deluxe - Night Slash Cheetor - Beast Changer (Noble/Savage) - Beast Rider: Che (repintado) - Dinobots - Rapticon - Terranotron - Mega - Blast Punch Optimus Primal - Rattrap | - Basic - Spy Streak - Tank Drone - Motorcycle Drone - Deluxe - Strika - Sonic Attack Jet - Beast Rider - Mechatron (repintado) |

## Conexión conTransformers: Universe
Transformers Universe es una línea de juguetes producida por Hasbro en 2003.
La historia de Universe (respaldada por los cómics de 3H enterprises) se sitúa varios años después de Beast Machines sirviendo como secuela a pesar de que la misma línea incorpora personajes de sagas como RID, armada, etc. (esto se justifica argumentalmente debido a que Unicron (y posiblemente Primus) pueden viajar a realidades alternas y alistar personajes de distinto tiempo y espacio a sus filas).